# Birce Akalay
Birce Akalay (Istanbul, 19 de juny de 1984) és una actriu turca de teatre, cinema i televisió. Fou escollida millor actriu per la Universitat Técnica del Mar Negro i millor actriu de TV per la Universitat Okan el 2018. Va estar casada amb el actor turc Sarp Levendoğlu per poc més de dos anys entre 2014 i 2017.